# العلاقات البلجيكية الأيرلندية
العلاقات البلجيكية الأيرلندية هي العلاقات الثنائية التي تجمع بين بلجيكا وجمهورية أيرلندا.

## مقارنة بين البلدين
هذه مقارنة عامة ومرجعية للدولتين:
| وجه المقارنة                                              | بلجيكا                                                                              | جمهورية أيرلندا                                       |
| --------------------------------------------------------- | ----------------------------------------------------------------------------------- | ----------------------------------------------------- |
| المساحة (كم2)                                             | 30.53 ألف                                                                           | 70.27 ألف                                             |
| عدد السكان (نسمة)                                         | 11.37 مليون                                                                         | 4.76 مليون                                            |
| الكثافة السكانية (ن./كم²)                                 | 372.42                                                                              | 67.74                                                 |
| العاصمة                                                   | بروكسل                                                                              | دبلن                                                  |
| اللغة الرسمية                                             | اللغة الهولندية، لغة فرنسية، اللغة الألمانية                                        | اللغة الأيرلندية، لغة إنجليزية، الإنجليزية الأيرلندية |
| العملة                                                    | يورو، فرنك بلجيكي                                                                   | جنيه أيرلندي، يورو، عملات اليورو الأيرلندية           |
| الناتج المحلي الإجمالي (بليون دولار)                      | 492.68 مليار                                                                        | 333.73 مليار                                          |
| الناتج المحلي الإجمالي (تعادل القوة الشرائية) بليون دولار | 514.74 مليار                                                                        | 318.16 مليار                                          |
| الناتج المحلي الإجمالي الاسمي للفرد دولار أمريكي          | 40.32 ألف                                                                           | 61.13 ألف                                             |
| الناتج المحلي الإجمالي للفرد دولار أمريكي                 | 43.44 ألف                                                                           |                                                       |
| مؤشر التنمية البشرية                                      | 0.890                                                                               | 0.916                                                 |
| رمز المكالمات الدولي                                      | +32                                                                                 | +353                                                  |
| رمز الإنترنت                                              | .be                                                                                 | .ie                                                   |
| المنطقة الزمنية                                           | توقيت وسط أوروبا، ت ع م+01:00، ت ع م+02:00، توقيت وسط أوروبا الصيفي، أوروبا/بروكسل ‏ | 00، ت ع م+01:00، أوروبا/دبلن ‏                         |

## مدن متوأمة
في ما يلي قائمة باتفاقيات التوأمة بين مدن بلجيكية وأيرلندية:
- ترتبط هوفاليز مع بوندوران باتفاقية توأمة.
- ترتبط Affligem [الإنجليزية]‏ مع Ballinamore [الإنجليزية]‏ باتفاقية توأمة.
- ترتبط Geel [الإنجليزية]‏ مع Tydavnet [الإنجليزية]‏ باتفاقية توأمة.

## منظمات دولية مشتركة
يشترك البلدان في عضوية مجموعة من المنظمات الدولية، منها:
| علم المنظمة | اسم المنظمة                               | تاريخ انضمام بلجيكا | تاريخ انضمام جمهورية أيرلندا |
| ----------- | ----------------------------------------- | ------------------- | ---------------------------- |
|             | الوكالة الدولية للطاقة                    | ?                   | ?                            |
|             | منظمة التجارة العالمية                    | ?                   | ?                            |
|             | الأمم المتحدة                             | 27 ديسمبر 1945      | 14 ديسمبر 1955               |
|             | الاتحاد الدولي للاتصالات                  | 1866                | 8 ديسمبر 1923                |
|             | منظمة التعاون الاقتصادي والتنمية          | ?                   | ?                            |
|             | مجلس أوروبا                               | ?                   | ?                            |
|             | وكالة الفضاء الأوروبية                    | ?                   | ?                            |
|             | المنظمة الأوروبية لسلامة الملاحة الجوية   | 1960                | 1965                         |
|             | الاتحاد الأوروبي                          | 25 مارس 1957        | 1973                         |
|             | الاتحاد البريدي العالمي                   | ?                   | ?                            |
|             | يونسكو                                    | 29 نوفمبر 1946      | 3 أكتوبر 1961                |
|             | مؤسسة التنمية الدولية                     | 2 يوليو 1964        | 22 ديسمبر 1960               |
|             | منظمة حظر الأسلحة الكيميائية              | ?                   | ?                            |
|             | نظام تحكم تكنولوجيا القذائف               | 1990                | 1992                         |
|             | وكالة ضمان الاستثمار متعدد الأطراف        | 18 سبتمبر 1992      | 27 أكتوبر 1989               |
|             | منظمة الشرطة الجنائية الدولية             | ?                   | ?                            |
|             | المنظمة الهيدروغرافية الدولية             | ?                   | ?                            |
|             | مؤسسة التمويل الدولية                     | 27 ديسمبر 1956      | 11 سبتمبر 1958               |
|             | بنك التنمية الآسيوي                       | 1966                | 2006                         |
|             | البنك الدولي للإنشاء والتعمير             | 27 ديسمبر 1945      | 8 أغسطس 1957                 |
|             | الفريق المعني برصد الأرض                  | ?                   | ?                            |
|             | مجموعة الموردين النوويين                  | ?                   | ?                            |
|             | مجموعة أستراليا                           | 1985                | 1985                         |
|             | منظمة الأمن والتعاون في أوروبا            | 25 يونيو 1973       | 25 يونيو 1973                |
|             | المركز الدولي لتسوية المنازعات الاستشارية | 26 سبتمبر 1970      | 7 مايو 1981                  |

## أعلام
هذه قائمة لبعض الشخصيات التي تربطها علاقات بالبلدين:
- أدريان كارتون دي ويارت (عسكري من المملكة المتحدة، 5 مايو 1880[25][26] – 5 يونيو 1963[25][26])
- بوب جيلدوف (5 أكتوبر 1951 – )
- بيري روز (مغني بلجيكي، 9 مايو 1961 – )
- جو إنجلش (5 أغسطس 1882[27] – 31 أغسطس 1918[27])
- ريك أليسون (مغني بلجيكي، 17 يوليو 1964 – )
- سام بينيت (دراج أيرلندي، 16 أكتوبر 1990 – )
- ساندي والش (لاعب كرة قدم هولندي، 14 مارس 1995[28] – )

## وصلات خارجية
- موقع وزارة الخارجية البلجيكية